# Боговете на Египет
„Боговете на Египет“ (на английски: Gods of Egypt) е австралийско-американски филм от 2016 година, фентъзи екшън на режисьора Алекс Прояс по сценарий на Мат Сазейма и Бърк Шарплес.
В центъра на сюжета е сблъсъкът между египетските божества Сет и Хор за властта над Египет. Главните роли се изпълняват от Брентън Туейтс, Джерард Бътлър, Николай Костер-Валдау, Чадуик Боузман, Елоди Юнг, Къртни Итън.

## Актьорски състав
| Актьор                | Роля    |
| --------------------- | ------- |
| Брентън Туейтс        | Бек     |
| Джерард Бътлър        | Сет     |
| Николай Костер-Валдау | Хор     |
| Къртни Итън           | Зая     |
| Брайън Браун          | Озирис  |
| Чадуик Боузман        | Тот     |
| Руфъс Сюъл            | Уршу    |
| Елоди Юнг             | Хатор   |
| Джефри Ръш            | Ра      |
| Горан Д. Клейт        | Анубис  |
| Ема Буут              | Нефтида |